# アフメド・アル＝アリ
アフメド・ファイサル・モハマド・アル＝アリ（英: Ahmed Faisal Mohammad Al-Ali、1987年7月27日 - ）はヨルダンのサッカー審判員。2015年から国際サッカー連盟 (FIFA) 登録の国際審判員として活動している。

## 来歴
2015年11月9日に行われた2018 FIFAワールドカップ・アジア2次予選グループA・パレスチナvsサウジアラビアの第4審を務めたのが国際舞台デビュー。主審としての最初の国際舞台は、2016年2月25日に行われたAFCカップ2016グループD・アル・ジャイシュvsファンジャの試合。